# Riemenschneider-Gymnasium
Pour les articles homonymes, voir Riemenschneider.
Le Riemenschneider-Gymnasium est un gymnasium de Wurtzbourg.

## Histoire
L'établissement ouvre au cours de l'année scolaire 1886-1887 le 4 octobre 1886 sous le nom de Königliches Neues Gymnasium ; il est le troisième gymnasium de la ville et le deuxième spécialisé dans les langues. Au milieu des années 1920, il est le plus grand gymnasium de Bavière avec plus de 800 élèves. À l'époque nazie, il est rebaptisé Oberschule am Rennweger Ring. Après avoir été d'abord appelée Altes Gymnasium après la Seconde Guerre mondiale, il est rebaptisé Riemenschneider-Gymnasium en 1960 en mémoire du sculpteur Tilman Riemenschneider.
En 1970, la nouvelle branche linguistique est introduite, en 1998 la branche humaniste est abandonnée pour l'introduction d'une branche mathématique et scientifique et la même année, la collaboration de 112 ans avec le Kilianeum prend fin avec la dissolution du Kilianeum.

## Bâtiment
Le bâtiment principal est un bâtiment de trois étages à trois ailes. Il est construit vers 1880 dans le style néo-renaissance dans une maçonnerie de pierre de taille en grès clair avec intégration de grès rouge. Un aileron arrière y est attaché. En 1968, une aile supplémentaire est ajoutée au gymnasium. Il s'agit d'une structure de toit plat de trois étages qui est serrée entre les ailes latérales. Son mur-rideau est structuré par des fenêtres en ruban et un rez-de-chaussée ouvert dans le style du brutalisme avec des colonnes en béton armé.

## Personnalités
Élèves
- Georg Meyer-Erlach (1877–1961), chimiste
- Julius Döpfner (1913–1976), ecclésiastique
- Michael von Faulhaber (1869–1952), ecclésiastique
- Anselm Grün (né en 1945), moine bénédictin
- Hartmut Göbel (né en 1957), neurologue
- Manuela Rottmann (née en 1972), femme politique
- Josef Stangl (1907–1979), ecclésiastique
- Manuel Hobiger (né en 1982), sismologue
- Joachim Agne (né en 1994), rameur

Professeur
- Arbogast Schmitt (né en 1943), philologue classique

## Source de la traduction
- (de) Cet article est partiellement ou en totalité issu de l’article de Wikipédia en allemand intitulé « Riemenschneider-Gymnasium » (voir la liste des auteurs).